# Котрульи, Бенедетто

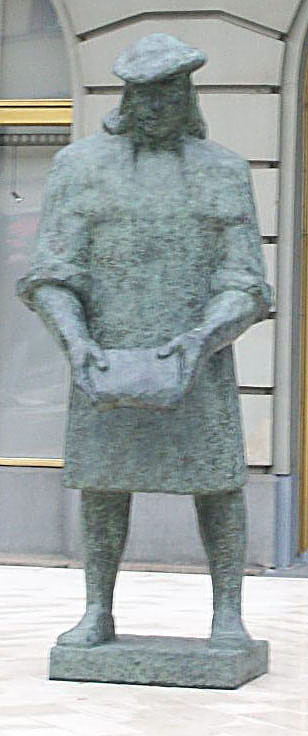

Бенедетто Котрульи (Бенедикт Которульевич, хорв. Benedikt Kotruljevic, итал. Benedetto Cotrugli; 1416, Дубровник — 1469, Л’Акуила) — итальянский купец XV века и неаполитанский дипломат, автор книги «О торговле и совершенном купце» (1458), один из создателей итальянской бухгалтерии. В трудах Бенедетто Которульи впервые говорится о бухгалтерском учёте как о науке. Бенедетто Которульи положил начало рассмотрению бухгалтерского учёта как орудия управления отдельным предприятием, с одной стороны, и как универсальной методологической науки — с другой. Которульи располагал кредит на левой, а дебет на правой странице (стороне) счета. Для учёта денежных средств он предусматривал две колонки, в первой приводилась оригинальная валюта, во второй — её перевод в местную. При этом он не приводил методов исчисления валютных разниц, но подчеркивал их значение, указывая, что тот, кто не понимает необходимости подобных пересчетов, не заслуживает звания бухгалтера. Которульи также изложил порядок заполнения счета Убытков и прибылей и указал, что сальдо должно переноситься на счёт капитала.

## Источник
Большой бухгалтерский словарь
Фильм на Ютубе "Республика. История Дубровника 5 серия (2016)" (см. с 23 мин.)